# 利希特瑙 (北莱茵-威斯特法伦州)
利希特瑙（德語：Lichtenau，發音：[ˈlɪçtənaʊ] ⓘ）是德国北莱茵-威斯特法伦州代特莫尔德行政区帕德博恩县的城市，面积192.57平方千米，2023年12月31日人口为10,940人。